# Iglesia de San Jaime (Tudela)
La iglesia de San Jaime de Tudela (Navarra), «que también era conocida bajo la advocación de Santiago el Mayor», era una iglesia románica, construida en el siglo XII y derruida a principios del siglo XIX, que se situaba en los solares que ahora ocupa la plaza de su mismo nombre en el Casco Antiguo de Tudela. La iglesia estaba también dedicada a Santiago, dado que San Jaime es uno de los nombres que se le da al apóstol Santiago el Mayor, también llamado Jacobo. Todo ello confirma la importancia de la peregrinación jacobea en Tudela.

## Descripción general

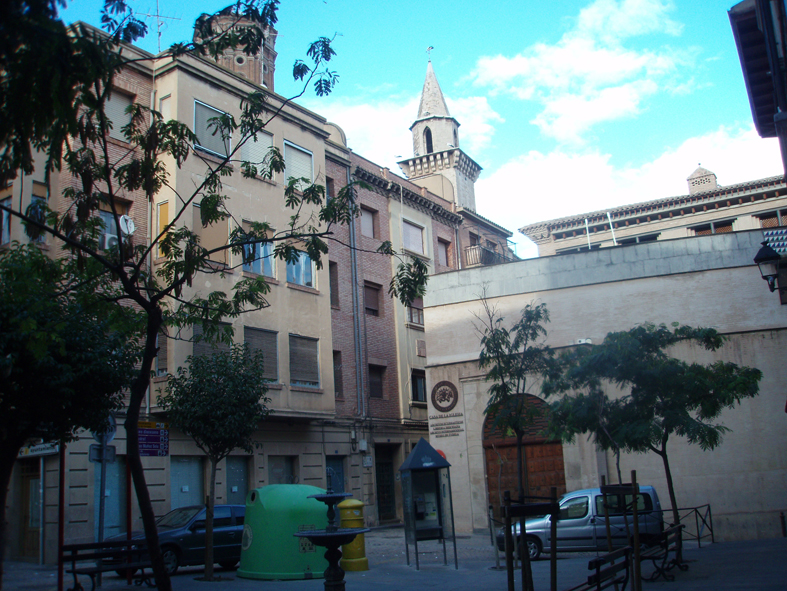
Plaza de San Jaime de Tudela; ubicación de la antigua Iglesia de San Jaime.

Presentaba dos capillas que hacían el crucero y una esbelta torre. En el tímpano de la puerta de entrada se hallaba esculpido en piedra el Lábaro de Constantino. Su retablo mayor, en honor a San Blas, era del siglo XVI, al igual que el retablo de la Capilla de doña María de Eguarás.
Según un dibujo panorámico de Tudela realizado por el ingeniero tudelano De Retz en 1800, la torre de la parroquia de San Jaime aparentemente consistía en tres cuerpos octogonales y acababa en un tejadillo piramidal alargado. La forma de la torre es difícil de precisar con este dibujo, pues no queda claro si tenía planta cuadrada u octogonal. El segundo cuerpo era más pequeño y el tercero más alargado y estrecho que el segundo. Los lados de cada cuerpo tenían, al parecer, una ventana (o dos en el caso del cuerpo inferior si este era de planta cuadrada).

## Historia y cronología de construcción

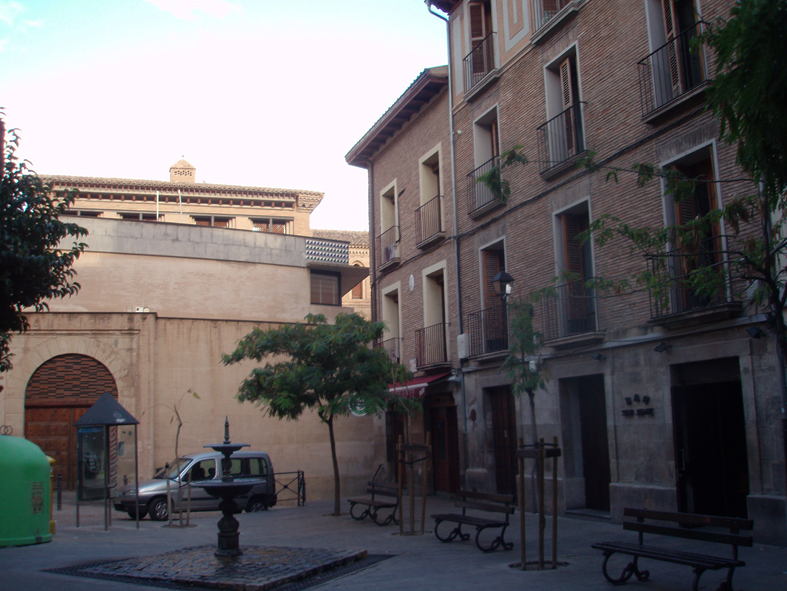
Plaza de San Jaime de Tudela, en la posición (frontal derecho) donde se encontraba la puerta y la torre de la Iglesia de San Jaime

Esta iglesia se cita por primera vez en un documento de 1135 y luego se vuelve a citar en varias ocasiones a lo largo del siglo XII. Sin embargo, tradicionalmente, se considera que fue construida entre 1198 y 1200 con la piedra sobrante de la obra de la Catedral. En principio esta leyenda podría carecer de fundamento, ya que como hemos visto se cita con anterioridad. Sin embargo, también podría tratarse de una restauración románica al estilo de la Magdalena de un antiguo templo mozárabe o a un cambio de ubicación con la construcción de una de nueva planta. 
La parroquia fue suprimida en 1802 y derribada en 1806. En los solares que ocupaba, se construyeron edificios dejando espacio para dar anchura a la actual Plaza de San Jaime.

## Historia y cronología de la Cofradía de Santiago
La fundación de la cofradía de Santiago parece ser de la misma época que la construcción de la Parroquia de San Jaime, en tiempos de Sancho VII el Fuerte, siendo esta parroquia su primer domicilio. Otros consideran que se fundó en 1355, ya que en este año se aprueban los estatutos de la cofradía y se construye el Hospital de Santiago. Sin embargo, se tiene constancia de la existencia de esta cofradía en 1270, apoyando la hipótesis de que fue fundada a principios del siglo XIII. A mitad del siglo XIX, la iglesia se hallaba muy deteriorada y en 1850 se derribó, levantando casas en sus solares.